# Caso de Ibiza (Áustria)
O Caso de Ibiza é um escândalo que aconteceu na Áustria envolvendo o vice-chanceler Heinz-Christian Strache, que também é líder do Partido da Liberdade; e Johann Gudenus, um político do Partido da Liberdade.
Os jornais Süddeutsche Zeitung e Der Spiegel publicaram um vídeo vazado de uma gravação secreta feita em Ibiza, Espanha, onde os políticos, então de oposição do governo, estavam discutindo estratégias e eventuais práticas do partido na política. Uma mulher, supostamente de origem russa e sobrinha de um oligarca russo, estaria oferecendo ajuda ao partido com notícias positivas em troca de contratos estatais. O vazamento do vídeo causou um escândalo político no país, e vienenses participaram de protestos contra o partido e o governo. O atual chanceler da Áustria, Sebastian Kurz, dissolveu a coalizão entre o Partido Popular Austríaco e o Partido da Liberdade e convocou novas eleições para o país.